# فابيان كيلر
فابيان كيلر هو متزلج فني سويسري، ولد في 1 سبتمبر 1982.

## وصلات خارجية
- فابيان كيلر على موقع الاتحاد الدولي للتزلج (الإنجليزية)